# Ђулијано Амато
Ђулијано Амато (итал. Giuliano Amato; 13. мај 1938) је италијански политичар који је у два наврата обављао функцију премијера Италије (од 1992. до 1993. и од 2000. до 2001). Такође је обављао неколико министарских позиција, а касније је био на челу Уставног суда Италије. Од 2001. до 2006. године је као члан сената представљао град Гросето из Тоскане.